# Georges-Rodolphe de Liegnitz
Georges-Rodolphe de Liegnitz  (en allemand : Georg Rudolf von Liegnitz ; en polonais : Jerzy Rudolf Legnicki ; né le 22 janvier 1595 et mort le 14 janvier 1653) est duc de  Liegnitz-Wohlau (désormais Legnica-Wołów) de 1602 à 1653. Il est également un humaniste un mécène des arts, un compositeur et un poète, il est aussi « Haut-Gouverneur de Silésie » entre 1621 et 1628 et à partir de 1641 jusqu'à sa mort.

## Biographie

### Enfance et jeunesse
Georges Rudolf nait à Ohlau, désormais en polonais Oława, il est le 3e fils mais second survivant de Joachim-Frédéric de Brzeg, duc de Liegnitz-Brieg (polonais: Legnica-Brzeg) et de Anne-Marie d'Anhalt, fille de  Joachim-Ernest d'Anhalt (1536-1586). À la mort de leur père en 1602, Georges Rodolphe et son frère ainé Jean-Christian de Brzeg sont placés sous la régence de leur mère la duchesse douairière Anne Marie, qui devient régente. Après sa mort en 1605, la régence est assumée par la tante paternelle des jeunes ducs, seule parente enfant survivante de Joachim-Frédéric, Elisabeth Magdeleine de Brzeg et son époux Charles II de Münsterberg-Œls, duc de Münsterberg-Oels (en polonais: Ziębice-Oleśnica).

### Règne
En 1609 Jean Christian devient adulte et assume le gouvernement et la régence de Georges Rodolphe. Quand en 1612 Georges Rodolphe devient lui aussi majeur les frères divisent leurs domaines, Georges Rodolphe règne à partir de « Liegnitz » (maintenant Legnica), sur Wołów, Złotoryja, Grodźca, Lubin, Prochowice, Wińsko, Wąsosz, Ryczeń et Rudna et à partir de 1616 sur Chojnów) et Jean-Christian sur « Brieg » (maintenant  Brzeg, Oława, Strzelin, Niemcza, Kluczbork et Byczyna). Georges Rodolphe suit l'exemple de son frère et se convertit au calvinisme en 1614. Pendant la Guerre de Trente Ans, il est exilé pendant 15 années (1633–1648) à la suite de l'occupation de ses domaines par les armées impériales des Habsbourg qu'il en soit resté théoriquement le souverain.
Georges Rodolphe est un prince qui est soigneusement éduqué et il encourage le développement de la culture et des sciences. Il est connu comme le fondateur de la célèbre « Bibliothèque Rudolphina » qui est dispersée entre divers établissements. À sa cour sont réunis d'éminents spécialistes, des poètes et des compositeurs tels que Martin Opitz et Friedrich von Logau, qui trouvent souvent asile et protection auprès de lui. Il assure aussi la promotion de l'éducation musicale. Le duc formé à la composition de concours lors d'un séjour à Francfort, recueille des imprimés et des manuscrits d'œuvres musicales. Il a même entretenu des relations avec l'un des compositeurs les plus importants de son époque, Heinrich Schütz, qui a dédié à Georges Rodolphe sa collection de chants religieux « Cantiones Sacrae ». Certaines compositions musicales subsistantes de Georges Rodolphe ont même été enregistrées de nos jours.

## Unions et succession
A Dessau le 4 novembre 1614, Georges Rodolphe épouse sa cousine germaine Sophie-Élisabeth d'Anhalt-Dessau, fille de son oncle maternel Jean-Georges Ier d'Anhalt-Dessau. Il épouse en secondes noces le  25 novembre 1624 une autre cousine germaine: Elisabeth Magdeleine (29 mai 1599 - 4 novembre 1631), fille du duc Charles II de Münsterberg-Œls et de sa tante paternelle Elisabeth Magdeleine de Brzeg. Ses deux unions le laissent sans descendance. Deux fois veuf, Georges Rodolphe reste célibataire pendant le 22 années suivantes jusqu'à sa mort à Breslau. Ses domaines reviennent à ses neveux Georges III de Brzeg, Louis IV de Legnica et Christian de Brzeg, les trois seuls fils survivants du premier et seul mariage reconnu valide dynastiquement de son frère Jean-Christian, qui est mort en 1639.

## Article lié
- Duché de Silésie

## Sources
- (en) Cet article est partiellement ou en totalité issu de l’article de Wikipédia en anglais intitulé « George Rudolf of Liegnitz » (voir la liste des auteurs), édition du 7 juillet 2014.
- (en) & (de) Peter Truhart, Regents of Nations, K. G Saur Münich, 1984-1988 (ISBN 359810491X), Art. « Liegnitz (Pol. Legnica) + Goldberg », p.  2451-2452.
- (de) Europäische Stammtafeln Vittorio Klostermann, Gmbh, Francfort-sur-le-Main, 2004  (ISBN 3465032926),  Die Herzoge von Liegnitz, Brieg und Wohlau 1586-1675 des Stammes der Piasten  Volume III Tafel 11.